# 馬塔戈達島
馬塔戈達島（英語：Matagorda Island，i/ˌmætəˈɡɔːrdə/）是美國的島嶼，位於墨西哥灣，由德薩斯州卡爾霍恩縣負責管轄，長61公里，面積157.25平方公里，該島東北部的國家公園佔地29.64平方公里。

## 外部連結

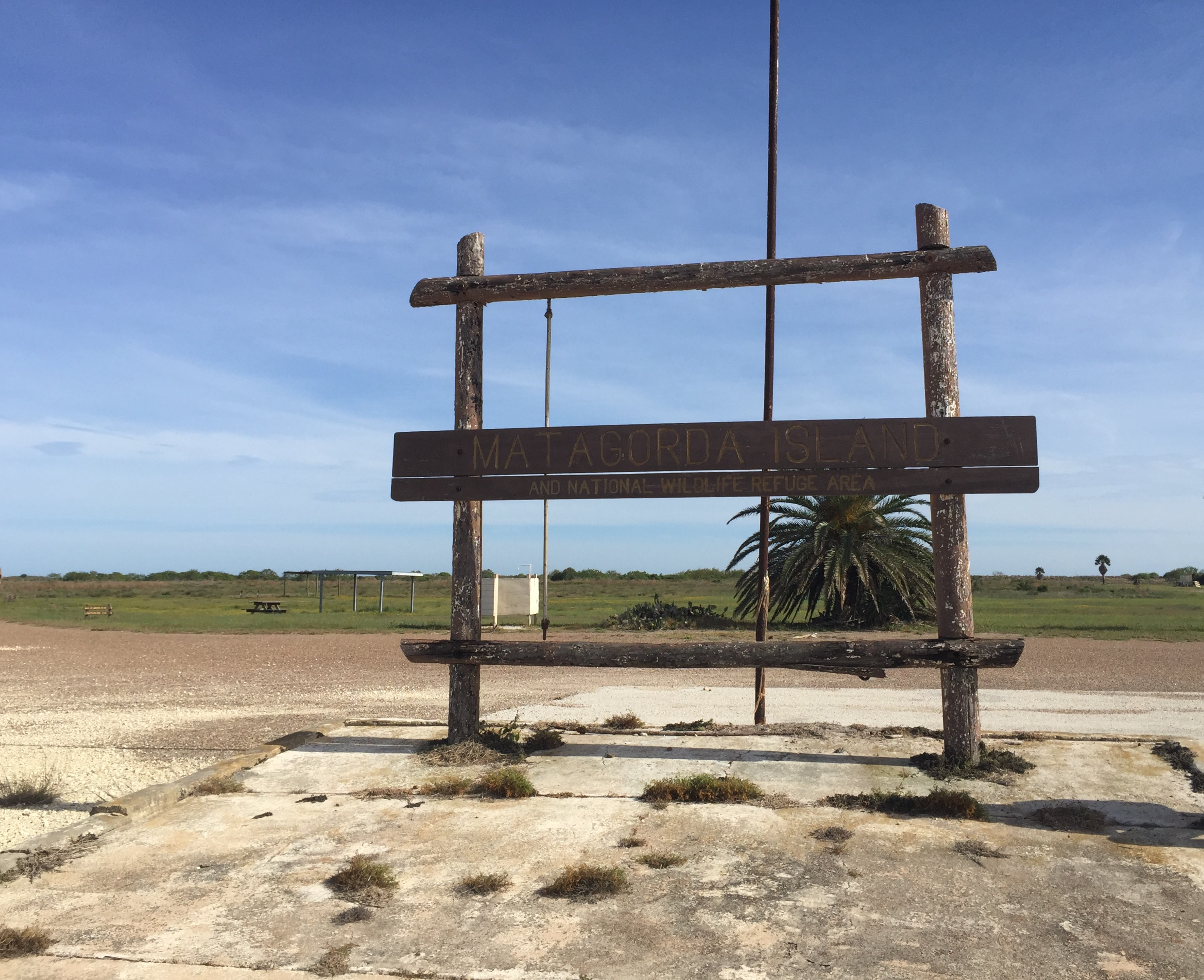

- Matagorda Island History （页面存档备份，存于）
- Matagorda Island State Park (Texas Parks and Wildlife) （页面存档备份，存于）
- Aransas National Wildlife Refuge Complex: Matagorda Island Unit （页面存档备份，存于）
- 美國地質調查局地名資訊系統：Matagorda Island

28°13′38″N 96°38′25″W / 28.22722°N 96.64028°W